# Christian Colberg (Fotograf)
Christian Diedrich Emil Colberg (* 2. Mai 1858 in Bremen; † 17. Februar 1911 in Bad Oeynhausen) war ein deutscher Hof-Fotograf in Bad Oeynhausen.

## Leben

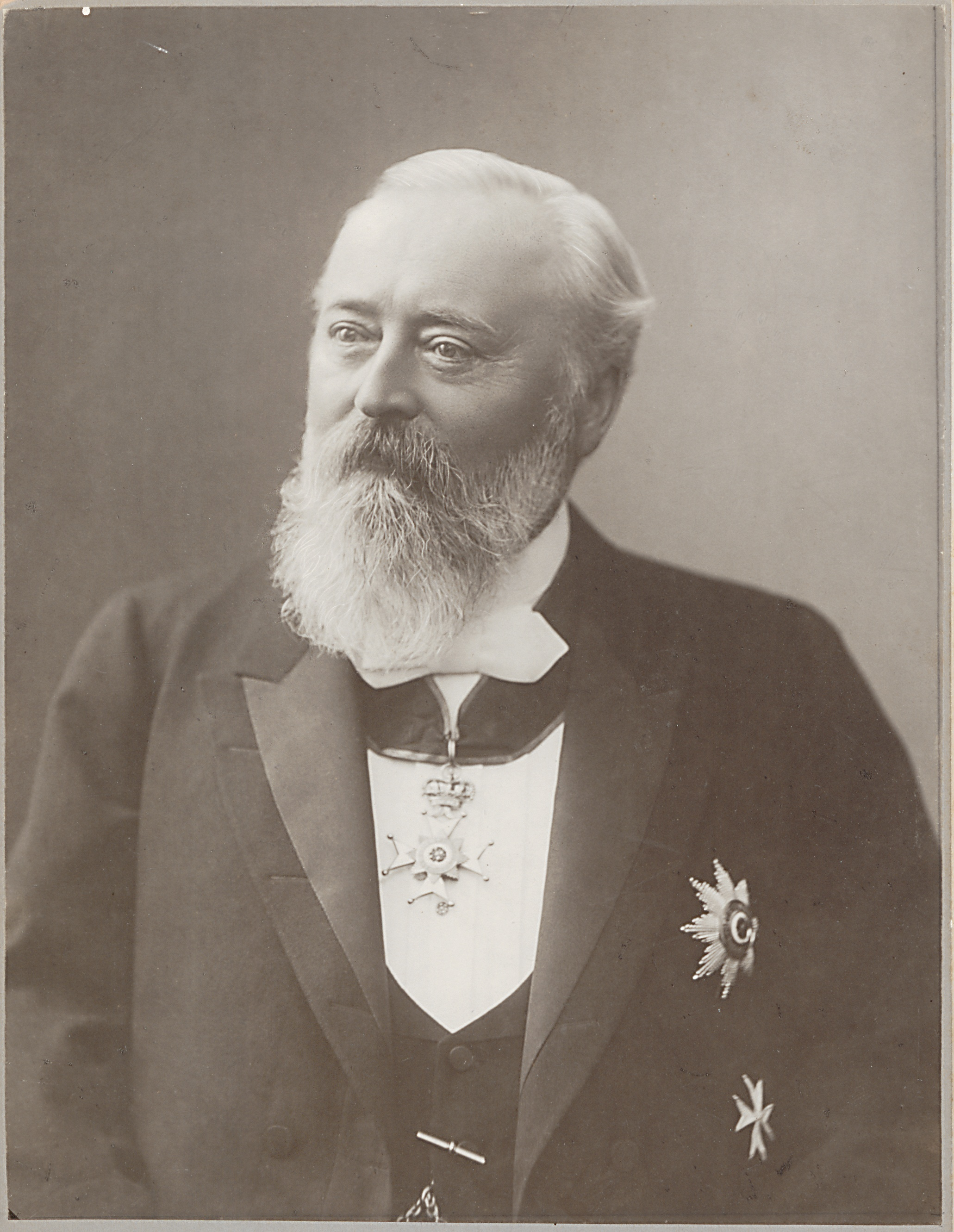
Porträtfotografie von Ernst zur Lippe-Biesterfeld;
vor 1904

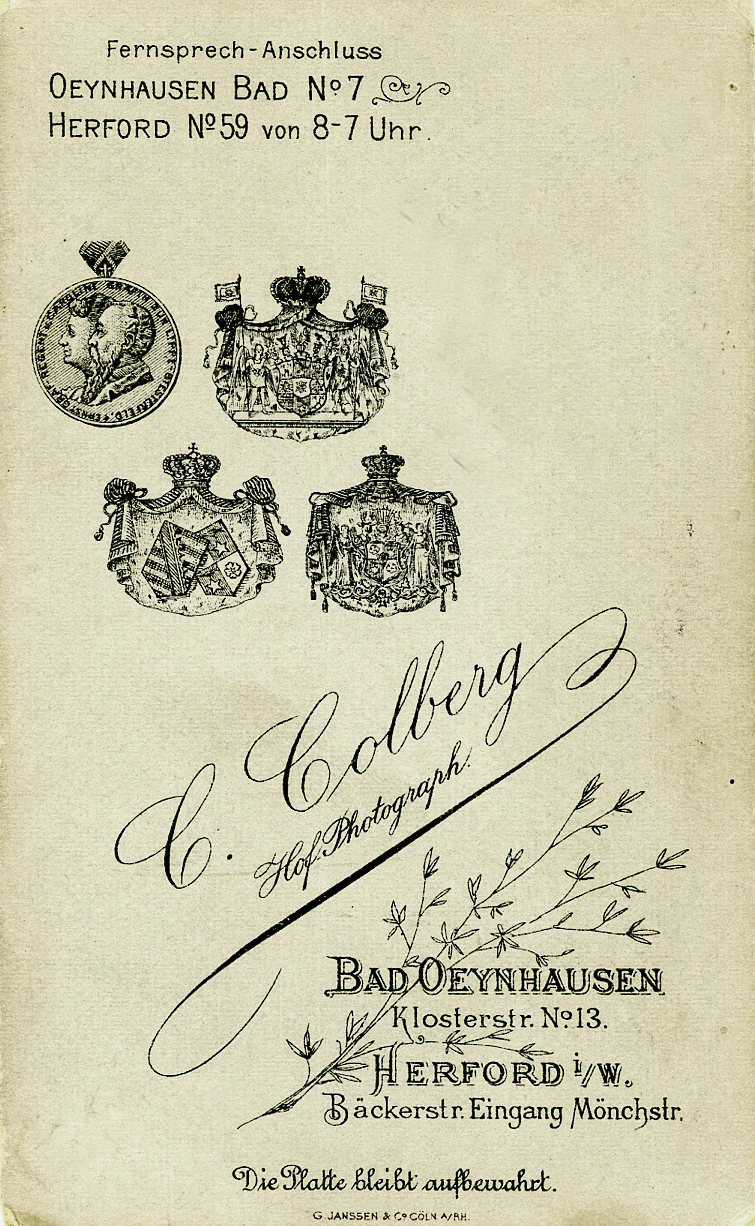
Revers einer CdV um 1900

Colberg wurde als sechstes von acht zwischen 1847 und 1862 geborenen Kindern des Malers August Heinrich Wilhelm Colberg (* um 1822; † im Winter 1874/75) und dessen Frau Gesine Margarethe (geb. Meyer, * 1824 in Bremen; ⚭ 1848; † im Winter 1874/75) geboren und erst am 28. November 1858 evangelisch getauft.
Christian Colberg heiratete am 17. April 1883 die aus Stolzenau stammende Sophie Weferling (* 1860; † 21. November 1922 in Herford). Zusammen hatten sie eine Tochter: Elisabeth Minna Henriette Lina, genannt Else (* 19. März 1884 in Oeynhausen; † 6. Februar 1927 in Hannover).
Colberg starb am 16. Februar 1911 im Alter von 53 Jahren in Bad Oeynhausen.

## Beruf
Frühe Fotografen in Bad Oeynhausen waren der Uhrmacher Louis Strieckling, der Lehrer Dannenberg, und, von 1876 bis 1880, Otto Dieckmann. Christian Colberg eröffnete erst 1885 in Bad Oeynhausen sein fotografisches Atelier unter der Adresse Klosterstraße 13. Später betrieb er zudem Filialen in Herford in der Bäckerstrasse, Eingang Mönchstrasse, sowie in Vlotho.
Nachdem er in Annoncen unter anderem seine Fähigkeiten zu „[...] Aufnahmen gewerblicher Gegenstände, Interior, Landschaften, Häuser, Tiere etc.“ angepriesen hatte, war er schon nach wenigen Berufsjahren mehrfach zum Hoffotografen ernannt worden. So konnte er auf den Revers seiner Cartes de Visite beispielsweise mit den verbundenen Wappen der Regentenhäuser des Königreichs Sachsen und des Fürstentums Lippe werben, „was auf das seit 1889 verheiratete Paar Friedrich Prinz von Sachsen-Meiningen und Adelheid Prinzessin zur Lippe (bis 1905 Gräfin Lippe-Biesterfeld) hindeuten kann.“ Weitere Herrschaftszeichen stehen für die 1895 ausgestorbene Familie Lippe-Detmold sowie das seinerzeitige Fürstenhaus Schaumburg-Lippe. Zusätzlich findet sich die Abbildung einer Medaille von „Ernst Graf-Regent und Gräfin zur Lippe-Biesterfeld“.
Obwohl mindestens drei Aufnahmen Colbergs vom Kaisermanöver von 1898 bekannt sind, auf denen Kaiser Wilhelm II. und seine Ehefrau Auguste Viktoria von Schleswig-Holstein-Sonderburg-Augustenburg in einer Kutsche beim Empfang in Bad Oeynhausen zu sehen sind, hatte Colberg die Fotos offenbar nicht dem Kaiserpaar vorgelegt, um auch von diesen Herrschaften zum Hoffotograf ernannt zu werden.
Punktgerasterte Reproduktionen von Fotografien Colbergs dienten der Darstellung des (belebten) Kurparks von Bad Oeynhausen vor der Kulisse des Badehauses. Die Bilder illustrierten den Artikel von Ferdinand Teetz über Bad Oeynhausen in der nach dem Tode Colberts erschienenen Ausgabe der Illustrirten Zeitung Nr. 3538, Sondernummer vom 20. April 1911.
Nach dem Tod Colbergs, wenige Jahre vor dem Ausbruch des Ersten Weltkrieges, übernahm Gerda Hildebrandt-Schneevoigt im September 1912 sowohl das Haus als auch das Atelier des Fotokünstlers. Ein ähnlicher Erfolg wie derjenige des Hoffotografen war ihr jedoch nicht beschieden.

## Bekannte Werke
Manche der Porträt-Aufnahmen Colbergs tragen bildseitig einen Blindstempel mit der Jahreszahl der Fertigung der Fotografie. Auf dem lithographischen Bildschmuck der Revers der Kartonträger finden sich Hinweise etwa auf lithografische Anstalten wie etwa die Firma G. Jansen & Co. Cöln a. RH. Aber auch andere Motive sind bekannt, so eine gesetzlich geschützte Lithografie mit der fortlaufenden Nummer 30 mit einer Landschaftszeichnung.
Colberg fertigte insbesondere in Bad Oeynhausen Fotografien mit Porträts, Straßen-, Gebäude- und Parkansichten. Bisher sind nur wenige Motive aus Ostwestfalen zum Beispiel mit den Externsteinen, der Porta Westfalica und dem Hermannsdenkmal bekannt. Auch Ansichtskarten nach Aufnahmen Colbergs wurden vertrieben.
In einer noch zu Lebzeiten Colbergs 1909 erschienenen Chronik von Bad Oeynhausen finden sich zahlreiche Abbildungen des Hoffotografen, die im Original bisher nicht wieder aufgefunden werden konnten. 2008 bat das Stadtarchiv Bad Oeynhausen öffentlich um weitere Hinweise zu Werken und biographischen Belegen Colbergs. Aber auch das Kommunalarchiv Herford ist im Besitz von Werken des frühen Fotokünstlers.

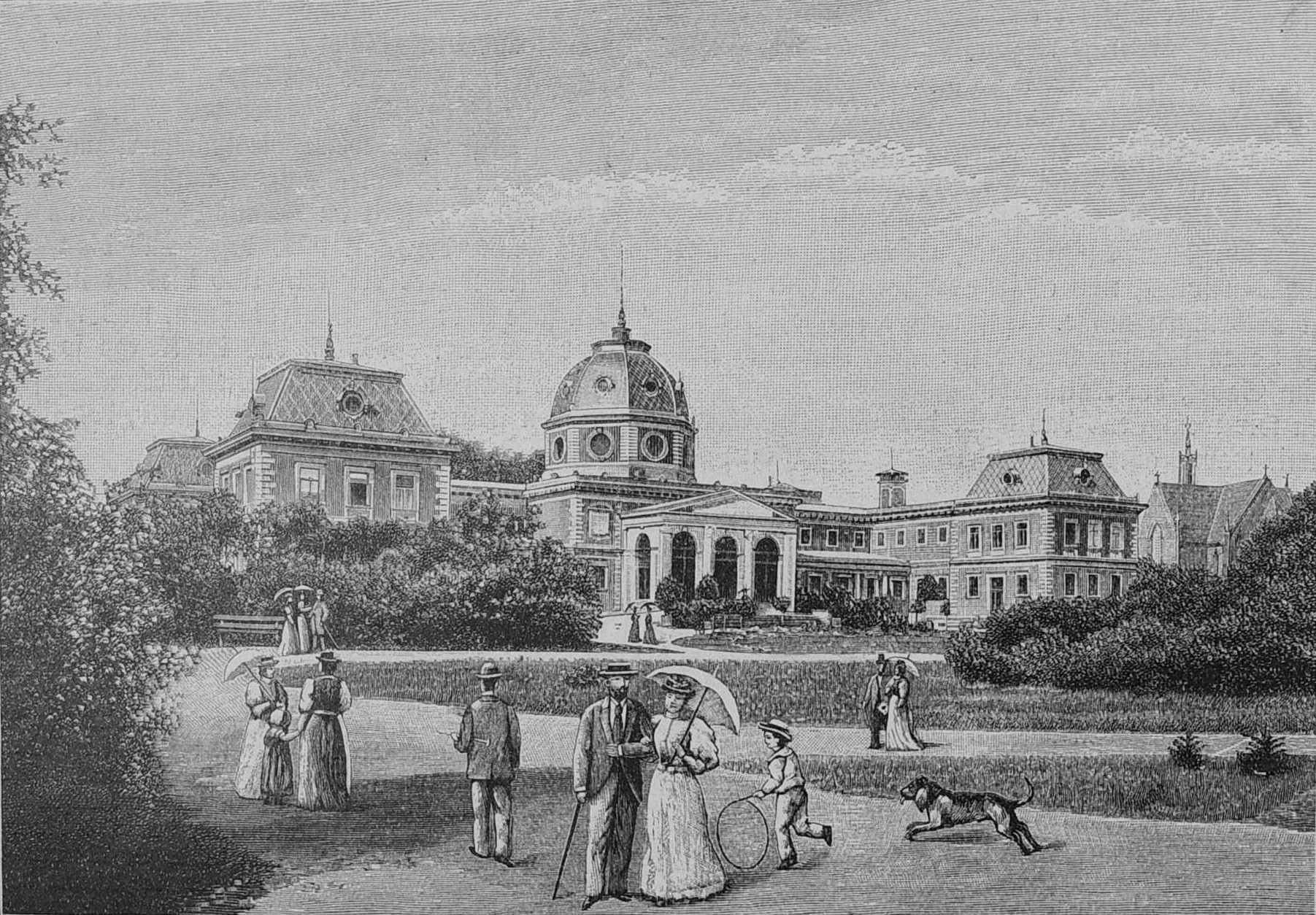
Das Badehaus II in Bad Oeynhausen; Holzstich nach einer Aufnahme Colbergs in: Die Gartenlaube, 1895
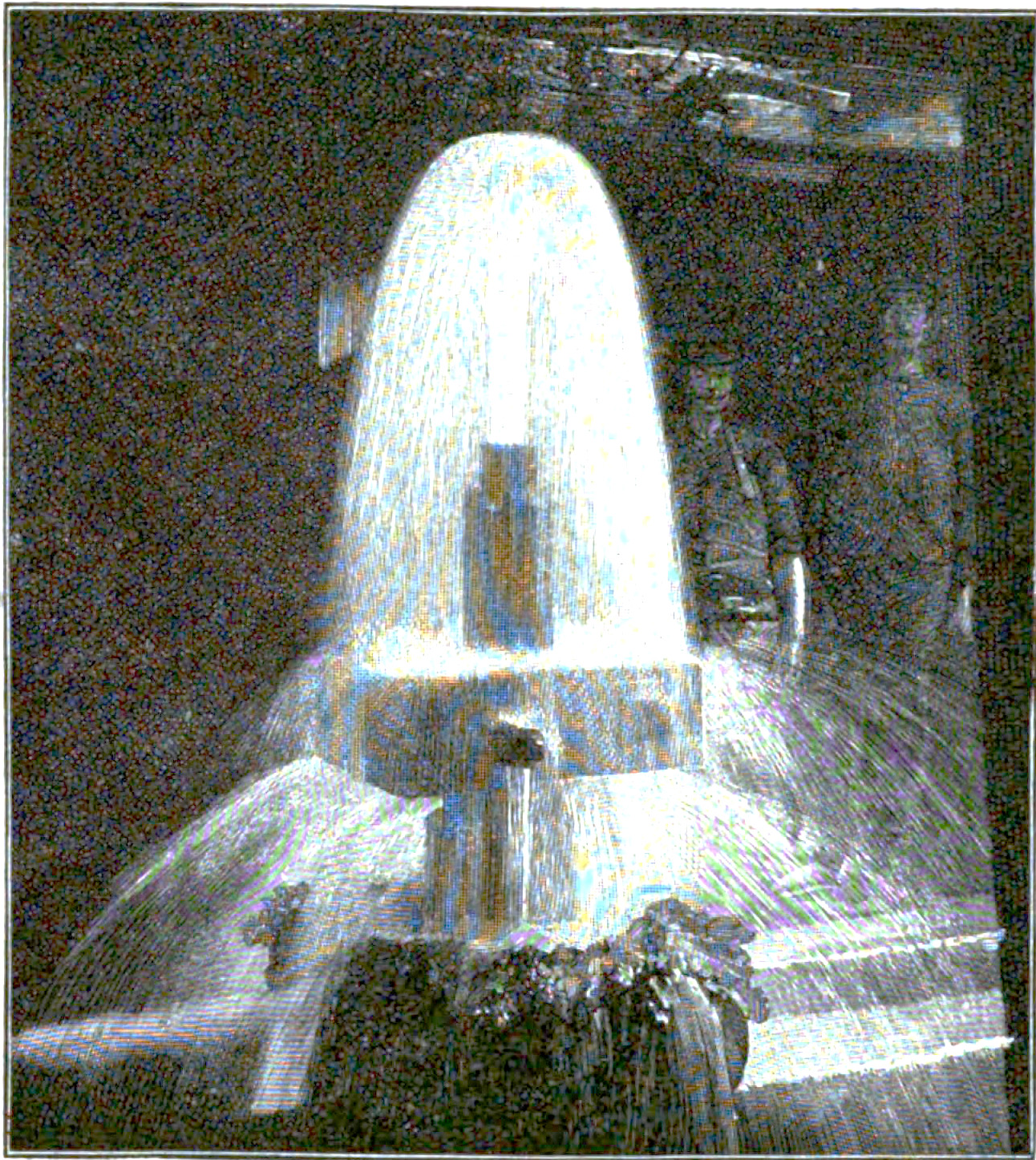
„Die neue Thermalquelle in Bad Oeynhausen“, 1898 abgedruckt in Die Gartenlaube
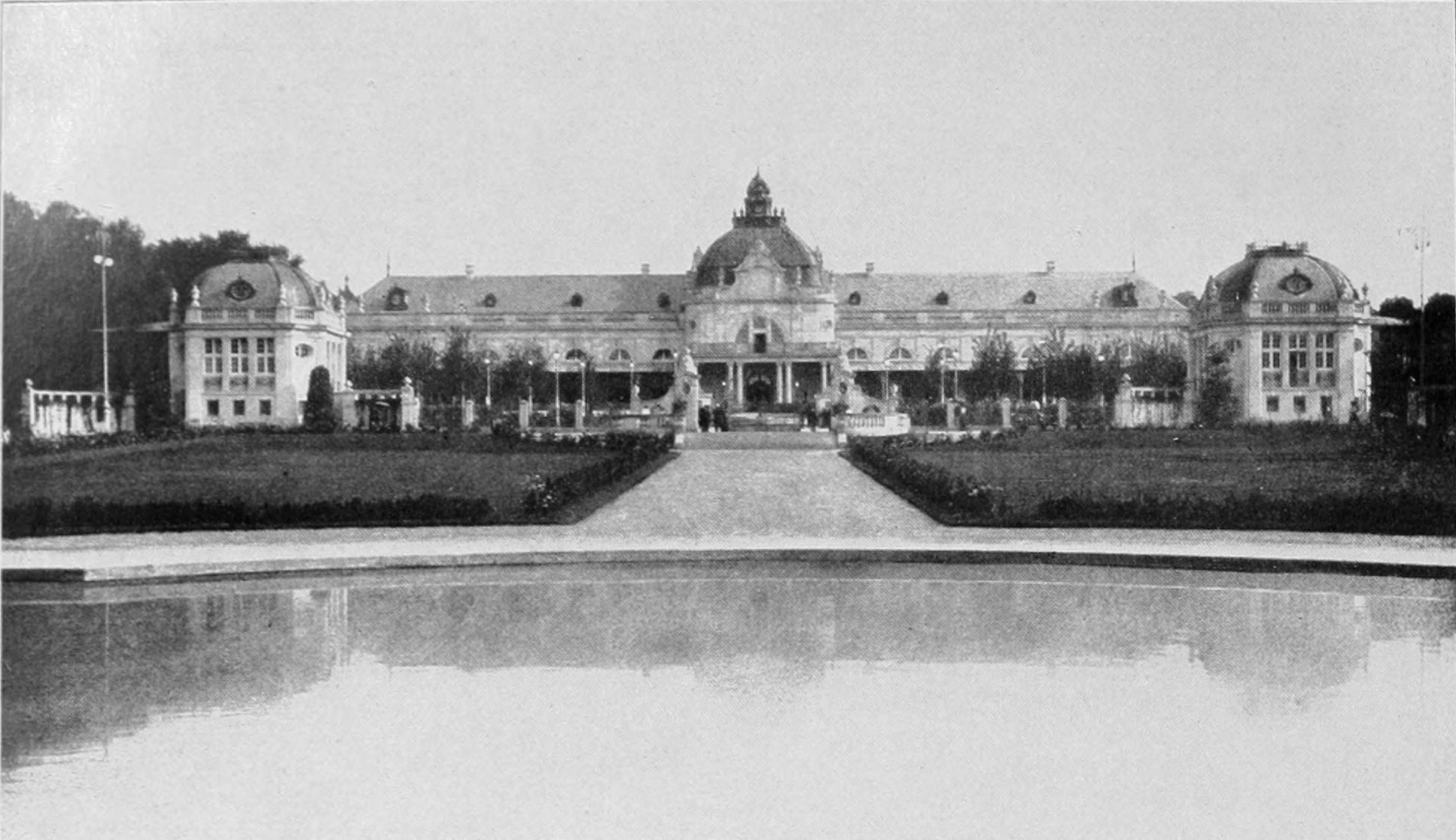
Das Kurhaus in Bad Oeynhausen, reproduziert in Oswald Reißert: Das Weserbergland und der Teutoburger Wald, 1909
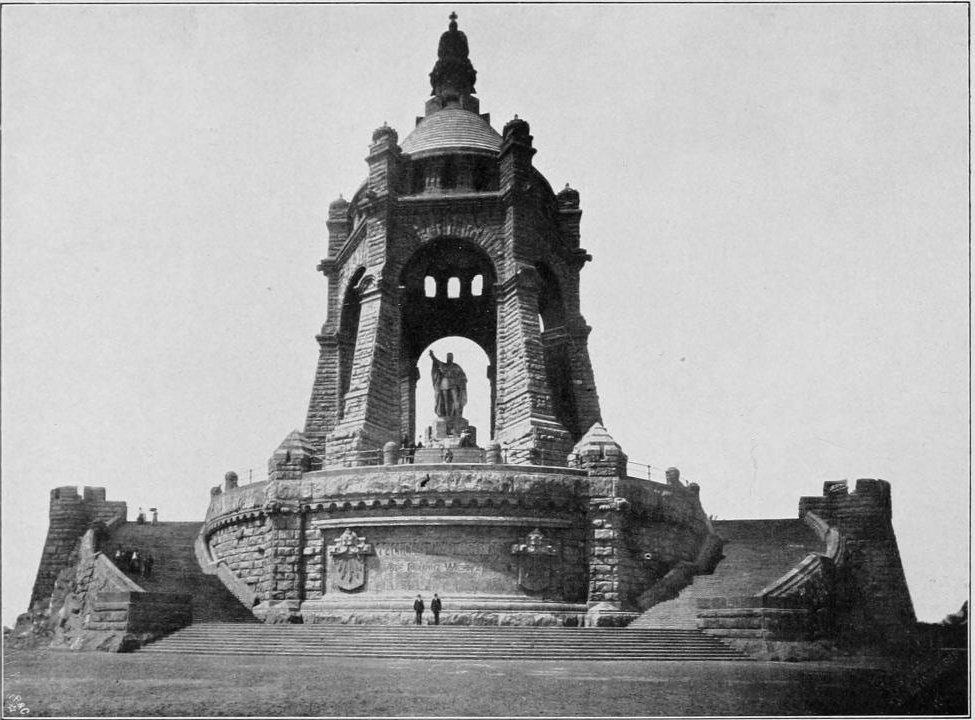
Ebendort: Das Kaiser-Wilhelm-Denkmal an der Porta Westfalica